# Schloss Hermersberg

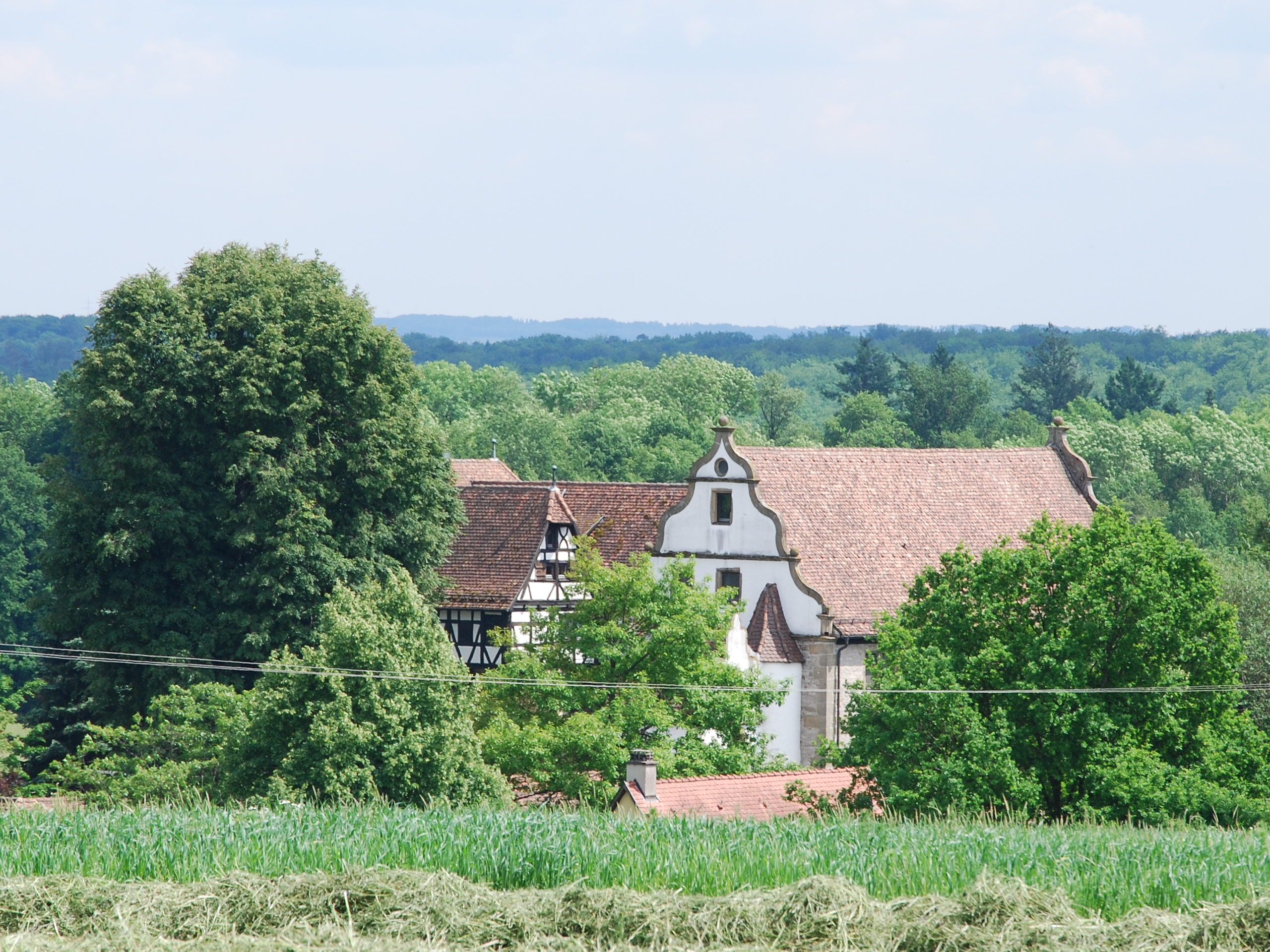
Schloss Hermersberg aus nordwestlicher Richtung

Das Schloss Hermersberg steht auf einer Hochfläche südwestlich der Stadt Niedernhall im Hohenlohekreis und dürfte spätestens im 15. Jahrhundert errichtet worden sein.

## Lage
Das einstige Jagdschloss steht siedlungsfern und wiesenumgeben auf etwa 350 m ü. NHN am Südwestende einer sonst ackerbaulich genutzten offenen Hochfläche über dem 150 Meter tieferen Kochertal im Norden, die über einen breiten Waldgürtel zur Kupfer nach Südwesten und zu deren Zufluss Zimmerbach nach Süden abfällt. Die Wirtschaftsgebäude befinden sich im Südwesten der Anlage, die von einem heute nur noch teilweise im Süden und im Westen erhaltenen Graben umgeben ist. Unmittelbar östlich von ihr liegt ein knapp 0,9 ha großer künstlicher See.

## Baugeschichte
Im Ostflügel sind des Schlosses älteste, wohl aus dem 15. Jahrhundert stammende Teile erhalten. 1530/40 wurde unter Graf Georg I. von Hohenlohe der runde Treppenturm angebaut. Graf Ludwig Kasimir fügte zwischen 1551 und 1568 einen langen westlichen Flügel an, den jetzigen Mittelflügel, außerdem ließ er die Anlage ummauern und im Westen einen Torturm erstellen. 1588 wurde der Fachwerkaufbau auf dem Treppenturm erneuert, 1589 der des Zwischenbaus, zugleich der Brunnen neu gestaltet, ein Garten angelegt und vom Graben umzogen. 1599–1610 erfolgte der Bau des Saalflügels. 1743 wurde der Pferdestall im Norden errichtet, an dessen Stelle bereits 1706 das Hirtenhaus abgerissen worden war. 1756 wurden durch einen Ingelfinger Schreiner Fensterrahmen mit Nürnberger Tafelglas eingesetzt. 1768 erfolgte der Bau der Steinbrücke über den Graben. Ob der 1777 beabsichtigte Ersatz der alten Decke im Saal durch eine Kassettendecke erfolgte, ist fraglich. Im Rahmen größerer Reparaturen wurde 1794 im ersten Geschoss des Mittelbaus eine Holztreppe eingebaut.

## Heute
Schloss Hermersberg gehörte zuletzt dem Fürsten von Hohenlohe-Öhringen und befand sich in einem desolaten Zustand, als es Anfang der 1970er Jahre vom Künzelsauer Unternehmer Reinhold Würth erworben wurde. Nach einer umfänglichen Restaurierung dient es diesem seit dem 30. April 1974 als Familienwohnsitz.